# ساوریانو اینفانتینو
ساوریانو اینفانتینو (انگلیسی: Saveriano Infantino؛ زادهٔ ۱۶ سپتامبر ۱۹۸۶) بازیکن فوتبال اهل ایتالیا است.